# 宮原景種
宮原 景種（みやはら かげたね）は戦国時代から安土桃山時代の武将。島津氏家臣。宮原景益の孫。
祖先は島津忠国が庶長子の友久に与力として付けた9人のうちの1人である。

## 生涯
島津貴久に仕え、永禄10年（1567年）に菱刈氏攻略に参加。翌年は菱刈氏と相良氏の攻撃に際し曾木城に入城、菱刈氏、相良氏、渋谷氏連合軍の攻撃に対し、佐多久政の加勢を得てこれを守り切った。更に翌年には菱刈氏の大口城を攻める新納忠元に従い、羽月戸神尾の稲荷山に大野忠宗と共に伏兵、軍功を挙げる。
天正4年（1576年）の高原城攻略に功があり、景種は須木地頭に任じられた。天正6年（1578年）の耳川の戦いや同9年（1581年）の肥後葦北攻めにも従軍、同11年（1583年）には肥後佐敷の地頭に任命された。
天正15年（1587年）4月、豊臣秀吉の九州征伐の際、肥後隈庄にて肥後国人衆に攻められ戦死した。